# Рејвенсдејл (Вашингтон)
Рејвенсдејл (енгл. Ravensdale) насељено је место без административног статуса у америчкој савезној држави Вашингтон.

## Демографија
По попису из 2010. године број становника је 1.101, што је 285 (34,9%) становника више него 2000. године.
| Група             | 2000.       | 2010.         |
| Белци             | 779 (95,5%) | 1.018 (92,5%) |
| Афроамериканци    | 1 (0,1%)    | 2 (0,2%)      |
| Азијати           | 1 (0,1%)    | 18 (1,6%)     |
| Хиспаноамериканци | 10 (1,2%)   | 40 (3,6%)     |
| Укупно            | 816         | 1.101         |